# Hugo von Rabenau
Hugo von Rabenau (* 3. Februar 1845 in Görlitz; † 24. April 1921 ebenda) war ein deutscher Lehrer und Botaniker. Sein offizielles botanisches Autorenkürzel lautet „Rabenau“.

## Leben
Als Sohn des Görlitzer Stadtverordnetenvorstehers studierte v. Rabenau an der Universität Bern, der Universität Leipzig und der Friedrichs-Universität Halle. Er kämpfte im  Deutsch-Französischen Krieg und wurde 1871 im Corps Normannia-Halle aktiv. Er beendete das Studium an der Georg-August-Universität Göttingen, die ihn 1874 zum Dr. phil. promovierte. Nach jahrelanger Tätigkeit als Lehrer ging er 1885 für 10 Jahre in die  Vereinigten Staaten. Er arbeitete dort als Assistent an chemischen Laboratorien. 1895 wurde er Kustos und 1901 Direktor des Görlitzer Naturkunde-Museums.

## Veröffentlichungen (Auswahl)
- Die naturforschende Gesellschaft zu Görlitz. In:  Abhandlungen der Naturforschenden Gesellschaft zu Görlitz. Band 18, Görlitz 1884, S. 253–305 (Online).
- Die Naturforschende Gesellschaft zu Görlitz. (Fortsetzung zum Aufsatze in Band XVIII. der Abhandlungen.)   IV. Das Directorat des Hauptmanns L. von Gersdorff vom Februar 1836 bis zum Februar 1837. In: Abhandlungen der Naturforschenden Gesellschaft zu Görlitz,  Band 19, Görlitz 1887, S. 27–41 (Online).
- Vegetationsskizzen am unteren Laufe des Hudson. II. Folge. In: Abhandlungen der Naturforschenden Gesellschaft zu Görlitz,  Band 20, Görlitz 1893, S. 1–38 (Online).